# Marbodus
Marbodus is een geslacht van wantsen uit de familie van de Reduviidae (Roofwantsen). Het geslacht werd voor het eerst wetenschappelijk beschreven door William Lucas Distant in 1904.

## Soorten
Het genus bevat de volgende soorten:

- Marbodus exemplificatus Distant, 1904
- Marbodus rabidus Miller, 1940